# Morowe panny
Morowe panny – projekt muzyczny Dariusza Malejonka i artystek polskiej sceny muzycznej. Utwory na płycie odnoszą się do historii kobiet z czasu powstania warszawskiego.
Premiera albumu stanowiła podsumowanie projektu kampanii promująca współczesną kobiecość, która realizowana jest przez Muzeum Powstania Warszawskiego od maja do sierpnia 2012 i była częścią obchodów 68. rocznicy wybuchu powstania warszawskiego.
Album był promowany koncertem premierowym 28 lipca 2012. Do utworu Mariki „Idziemy w noc” powstał animowany teledysk w reżyserii Ernesto Gonzalesa, który stworzył również oprawę graficzną płyty.
Płyta dotarła do 40. miejsca polskiej listy przebojów (OLiS).

## Lista utworów
Źródło.
| Nr  | Tytuł utworu                                        | Długość |
| --- | --------------------------------------------------- | ------- |
| 1.  | „Dla Marysi” (Dore/Paresłów, Mona)                  | 2:38    |
| 2.  | „Za wolność...” (Halina Mlynkova)                   | 4:29    |
| 3.  | „Drzewo” (Lilu)                                     | 5:09    |
| 4.  | „Strach” (Ania Brachaczek)                          | 3:10    |
| 5.  | „Poranek” (Paulina Przybysz)                        | 4:59    |
| 6.  | „Zadania znamy” (Paresłów)                          | 3:09    |
| 7.  | „Idziemy w noc” (Marika)                            | 4:14    |
| 8.  | „Rubin” (Katarzyna Groniec)                         | 3:18    |
| 9.  | „Spacer po cienkiej linie” (Mona, Marika)           | 5:07    |
| 10. | „Przesłuchanie” (Jadwiga Basińska)                  | 4:49    |
| 11. | „Upnij we włosach” (Fala/Paresłów, Ania Brachaczek) | 5:08    |
| 12. | „Rota” (Lilu)                                       | 3:31    |
| 13. | „Jeśli nie wrócę” (Anita Lipnicka, John Porter)     | 4:01    |
|     |                                                     | 53:42   |